# هالاگاما
هالاگاما (به لاتین: Halagama) یک منطقهٔ مسکونی در سری‌لانکا است که در استان مرکزی (سری‌لانکا) واقع شده‌است.